# Crash Test Dummies

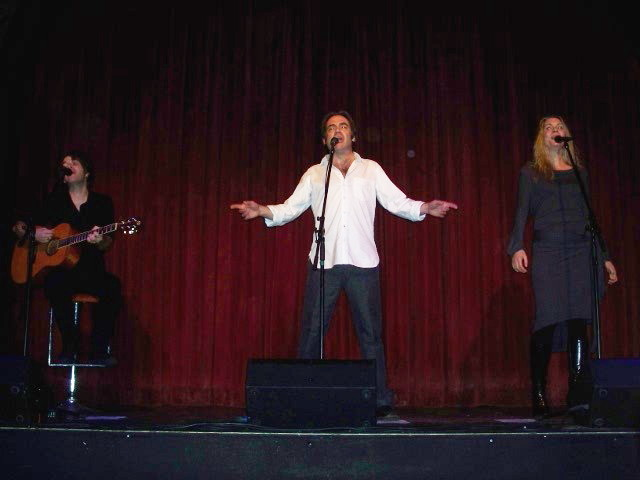
De Crash Test Dummies in 2010

Crash Test Dummies is een Canadese folkrockgroep die in 1989 werd opgericht in Winnipeg. Hun grootste populariteit hadden ze begin jaren 90. Ze zijn vooral bekend van de hit Mmm Mmm Mmm Mmm uit 1993. De groep kenmerkt zich door de diepe stem van zanger Brad Roberts.

## Biografie

### Jaren 90
Crash Test Dummies (soms ook aangeduid als CTD's of The Dummies) werd in 1989 in Winnipeg opgericht als voortzetting van de band Bad Brad Roberts & the St. James Rhythm Pigs. In de beginperiode vormden zanger Brad Roberts, drummer Curtis Riddell toetseniste Ellen Reid, mondharmonicaspeler Benjamin Darvill en bassist George West de bezetting. Vóór het eerste album werden Riddell en West vervangen door respectievelijk Vince Lambert en Dan Roberts, de broer van Brad. In deze samenstelling bracht de groep in 1991 het album The ghosts that haunt me uit. Vlak daarna werd drummer Lambert vervangen door Mitch Dorge. In deze samenstelling zou Crash Test Dummies uiteindelijk bekend worden.
Met de eerste single Superman's song brak de groep direct door in Canada. Van The ghosts that haunt me werden meer dan 400.000 exemplaren verkocht, wat in Canada goed was voor vier keer platina. In 1992 werd dit succes nog bekroond met een Jubo Award (de belangrijkste Canadese muziekprijs) voor Groep van het jaar. Een internationale doorbraak bleef voorlopig echter uit; Superman's song haalde de 56e plaats in de Amerikaanse Billboard Hot 100.
In 1993 brak Crash Test Dummies ook internationaal door met de single Mmm Mmm Mmm Mmm. Het nummer haalde de vierde plaats in de Verenigde Staten en boekte vergelijkbaar succes in andere werelddelen, met als hoogtepunt nummer 1-noteringen in Duitsland, Noorwegen, Zweden, Letland, Vlaanderen en Australië in 1994. De populariteit van Mmm Mmm Mmm Mmm werd nog onderstreept, toen Weird Al Yankovic het parodieerde tot Headline news. Ook het album God Shuffled His Feet werd een commercieel succes, waarvan in totaal meer dan 5,5 miljoen exemplaren verkocht werden. Tevens werd de groep genomineerd voor drie Juno en Grammy Awards. Crash Test Dummies zou desondanks buiten Canada een eendagsvlieg blijven. Het nummer Afternoons & Coffeespoons, dat gebaseerd was op het gedicht Het liefdeslied van J. Alfred Profrock van T. S. Eliot, was in verschillende landen een bescheiden hit, maar evenaarde niet de verkoop van Mmm Mmm Mmm Mmm. Uit verschillende jaarlijkse peilingen op de website van de groep bleek echter wel dat Afternoons & Coffeespoons het populairste Dummiesnummer onder fans is.
In 1994 nam Crash Test Dummies het XTC-nummer The Ballad of Peter Pumpkinhead op voor de film Dumb and Dumber, waarin ook Mmm Mmm Mmm Mmm te horen was. In de videoclip bij het nummer was de hoofdrol weggelegd voor Jeff Daniels in de rol van Harry uit Dumb and Dumber. Vervolgens duurde het tot het najaar van 1996 voordat er nieuw materiaal van de Dummies verscheen. Het nummer He Liked to Feel It veroorzaakte wat ophef vanwege de videoclip waarin een jongen op verschillende pijnlijke manieren zijn ondertanden probeert uit te trekken. De Canadese muziekzender YTV weigerde de clip uit te zenden en MTV liet eerst acht scènes uit de clip knippen, voordat ze hem uitzond. Het album A Worm's Life was wat harder en minder commercieel dan de eerste twee albums. De verkoop ervan viel in vergelijking tot de die albums ook tegen.
Het vierde album verscheen in 1999 en was het laatste van Crash Test Dummies in de samenstelling waarin ze populair waren geworden. Give Yourself a Hand had een ander geluid dat alle vorige albums. Een aantal nummers werd gezongen door Reid en in sommige nummers gebruikte Brad Roberts, die een kenmerkende lage stem heeft, zijn kopstem. Daarnaast klonk het album 'elektronischer' dan de vorigen. Deze wijzigingen leidden tot negatieve kritieken en nog lagere verkoopcijfers.

### Jaren 2000
Benjamin Darvill was in 1999 de eerste Dummy die een soloproject startte. Onder de naam Son Of Dave nam hij vanaf dat jaar vier albums op. Hoewel hij de groep nooit officieel verlaten heeft, heeft hij sedertdien nauwelijks nog met Crash Test Dummies gespeeld.
Brad Roberts raakte in het najaar van 2000 betrokken bij een ernstig auto-ongeluk. Tijdens zijn herstel begon hij te schrijven aan het album I don't care that you don't mind, dat aanvankelijk een soloproject leek te worden. Nadat Reid de achtergrondzang op een aantal nummers had bijgedragen en zij en Dan Roberts en Mitch Dorge hadden toegezegd mee op tournee te gaan, werd besloten het album toch onder de naam Crash Test Dummies uit te geven, hoewel Roberts en Reid de enige Dummies waren die op het album te horen zijn. Voor de rest was gebruikgemaakt van gastmuzikanten. Met I don't care that you don't mind keerde Crash Test Dummies weer terug naar het geluid van The ghosts that haunt me.
Nadat er in 2001 en 2002 soloprojecten waren verschenen van respectievelijk Ellen Reid en Mitch Dorge, namen Reid en de gebroeders Roberts als Crash Test Dummies het kerstalbum Jingle all the way op met traditionele kerstliedjes. In 2003 volgde Puss 'n' boots, dat net als I don't care that you don't mind begonnen was als soloproject van Brad Roberts, maar na bijdragen van Ellen Reid en Dan Roberts weer onder de groepsnaam werd uitgebracht. Ook al zouden de overige Dummies geen bijdragen aan de albums van Brad Roberts leveren, dan zou hij ze nog onder de naam Crash Test Dummies kunnen uitbrengen, omdat hij de rechten op de groepsnaam bezit.
Het voorlopig laatste album van de groep is Songs of the unforgiven uit 2004. Daarna zijn er nog een aantal nieuwe nummers opgenomen die via de website van de groep te koop of gratis te downloaden waren. In 2007 verschenen de ep The Cape Breton lobster bash series en een verzamelalbum.

## Bezetting
De leden van Crash Test Dummies zijn:
- Brad Roberts
- Ellen Reid
- Dan Roberts
- Mitch Dorge (vanaf 1991)
- Benjamin Darvill

Hoewel de groep nooit officieel ontbonden is noch leden ooit de groep verlaten hebben, spelen Dorge en Darvill al jaren niet meer met de groep.

## Discografie

### Albums
| Album met eventuele hitnotering(en) in de Nederlandse Album Top 100 | Datum van verschijnen | Datum van binnenkomst | Hoogste positie | Aantal weken | Opmerkingen |
| ------------------------------------------------------------------- | --------------------- | --------------------- | --------------- | ------------ | ----------- |
| God shuffled His feet                                               |                       | 7-5-1994              | 6               | 45           |             |

### Singles
| Single met eventuele hitnotering(en) in de Nederlandse Top 40 | Datum van verschijnen | Datum van binnenkomst | Hoogste positie | Aantal weken | Opmerkingen |
| ------------------------------------------------------------- | --------------------- | --------------------- | --------------- | ------------ | ----------- |
| Mmm Mmm Mmm Mmm                                               |                       | 7-5-1994              | 4               | 12           |             |

| Single met hitnotering(en) in de Vlaamse Ultratop 50 | Datum van verschijnen | Datum van binnenkomst | Hoogste positie | Aantal weken | Opmerkingen      |
| ---------------------------------------------------- | --------------------- | --------------------- | --------------- | ------------ | ---------------- |
| Mmm mmm mmm mmm                                      |                       | 14-5-1994             | 1               | 17           | in de BRT Top 30 |
| Afternoons and coffeespoons                          |                       | 10-9-1994             | 26              | 2            | in de BRT Top 30 |

### NPO Radio 2 Top 2000
| Nummer met noteringen in de NPO Radio 2 Top 2000 | '09  | '10  | '11  | '12  | '13  | '14  | '15  | '16  | '17  | '18  | '19  | '20  | '21  | '22  | '23  | '24  |
| ------------------------------------------------ | ---- | ---- | ---- | ---- | ---- | ---- | ---- | ---- | ---- | ---- | ---- | ---- | ---- | ---- | ---- | ---- |
| Mmm Mmm Mmm Mmm                                  | 1503 | 1458 | 1248 | 1328 | 1269 | 1239 | 1375 | 1323 | 1491 | 1678 | 1505 | 1781 | 1816 | 1577 | 1829 | 1773 |

1. ↑  Een vetgedrukt getal geeft de hoogste notering aan.
2. ↑  2009 was het eerste jaar met een notering voor dit nummer.